# Simon Dawbarn (Diplomat)
Sir Simon Yelverton Dawbarn, KCVO, CMG (* 16. September 1923; † 29. Juni 2019) war ein britischer Diplomat.

## Leben
Simon Yelverton Dawbarn leistete während des Zweiten Weltkrieges Militärdienst im Aufklärungskorps (Reconnaissance Corps) und absolvierte ein Studium am Corpus Christi College der University of Cambridge. Am 8. November 1949 trat er in Branch A des diplomatischen Dienstes (HM Diplomatic Service) ein und fand danach zahlreiche Verwendungen an Auslandsvertretungen sowie im Außenministerium (Foreign Office). Er wurde am 26. April 1955 Konsul in Prag sowie am 29. Mai 1965 Generalkonsul in Algier. Nachdem nach dem Sturz des Staatspräsidenten von Algerien Ahmed Ben Bella durch Houari Boumedienne die Botschaft des Vereinigten Königreichs in Algerien geschlossen worden war, fungierte er zwiwdchen 1965 und 1968 zudem als Botschaftsrat und Kanzler (Counsellor and Head of Chancery) sowie als Leiter der britischen Interessenvertretung in Algerien (Head of British Interests Section, Algeria).
Im Anschluss fungierte Dawbarn zwischen 1968 und 1971 als Botschaftsrat für Handelsangelegenheiten (Commercial Counsellor) an der Botschaft in Griechenland sowie nach seiner Rückkehr im Außenministerium von 1971 bis 1973 zuerst als Leiter des Referats Ostafrika (Head of East African Department, Foreign and Commonwealth Office), ehe er zwischen 1973 und 1975 Leiter des Referats Westafrika (Head of West African Department, Foreign and Commonwealth Office). Darüber hinaus wurde er am 25. Juli 1973 als Nachfolger von Richard John McMoran Wilson Botschafter im Tschad und übte auch diese Funktion bis 1975 aus, woraufhin Mark Evelyn Heath seine dortige Nachfolge antrat.
Danach war Simon Dawbarn von 1975 bis 1978 Generalkonsul in Montreal und wurde am 1. Januar 1976 für seine Verdienste Companion des Order of St Michael and St George (CMG). Zuletzt wurde am 19. August 1978 Nachfolger von John „Jock“ Duncan als Botschafter in Marokko. Er verblieb auf diesem Posten bis zu seinem Eintritt in den Ruhestand 1982 und wurde daraufhin von Sydney Cambridge abgelöst. Er wurde am 30. Oktober 1980 zum Knight Commander des Royal Victorian Order (KCVO) geschlagen, so dass er fortan den Namenszusatz „Sir“ führte.